# Trichocera alpina
Trichocera alpina är en tvåvingeart som beskrevs av Jaroslav Stary 2000. Trichocera alpina ingår i släktet Trichocera och familjen vintermyggor.
Artens utbredningsområde är Schweiz. Inga underarter finns listade i Catalogue of Life.